# Saint-Cyr-du-Gault
Saint-Cyr-du-Gault is een gemeente in het Franse departement Loir-et-Cher (regio Centre-Val de Loire) en telt 195 inwoners (1999). De plaats maakt deel uit van het arrondissement Blois.

## Geografie
De oppervlakte van Saint-Cyr-du-Gault bedraagt 26,0 km², de bevolkingsdichtheid is 7,5 inwoners per km².
De onderstaande kaart toont de ligging van Saint-Cyr-du-Gault met de belangrijkste infrastructuur en aangrenzende gemeenten.

## Demografie
Onderstaande figuur toont het verloop van het inwonertal (bron: INSEE-tellingen).